# Мірослав Ліповський
Мірослав Ліповський (словац. Miroslav Lipovský; 19 листопада 1976, м. Скалиця, ЧССР) — словацький хокеїст, воротар. 
Вихованець хокейної школи ХК «36 Скаліца». Виступав за ХК «36 Скалиця», МсХК «Жиліна», ХК «32 Ліптовски Мікулаш», «Нафтовик» (Леніногорськ), ХК «Нітра», ХК «Кошице», ХК «Попрад».
У складі національної збірної Словаччини провів 16 матчів; учасник чемпіонату світу 2000. 
Досягнення
- Срібний призер чемпіонату світу (2000)
- Чемпіон Словаччини (2006, 2009), срібний призер (2011).